# Pablo Servigne

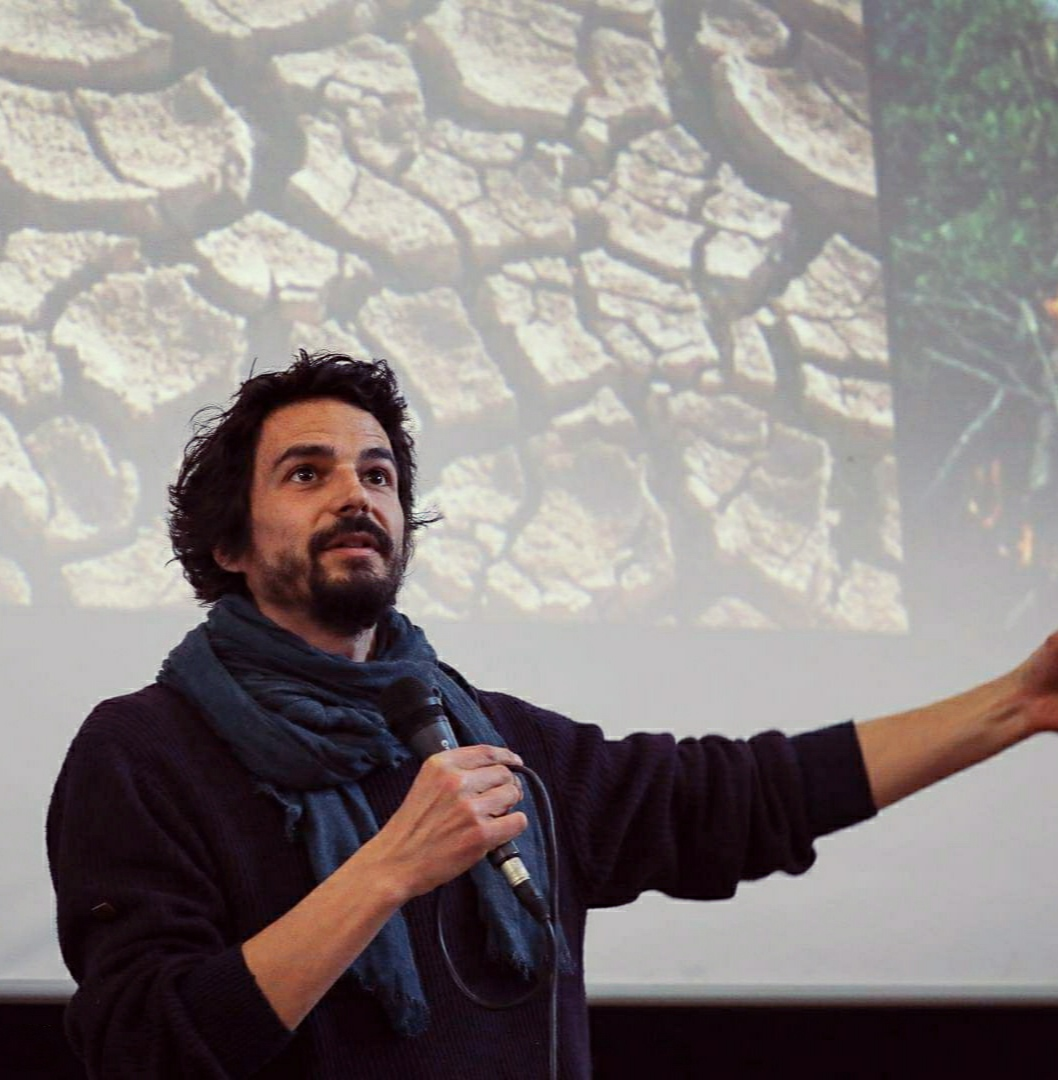
Pablo Servigne

Pablo Servigne (* 1978 in Versailles) ist ein französischer Agraringenieur, Autor und Redner. Er ist bekannt als Wortschöpfer und Vordenker der collapsologie („Zusammenbruchswissenschaft“, Wortschöpfung aus dem frz. collapse für Zusammenbruch und dem Suffix -logie).
Im Jahr 2002 schloss er sein Studium an der Gembloux Agro-Bio Tech ab, 2008 wurde er zum Docteur en sciences (frz.) an der Freien Universität Brüssel zum Verhalten und zur Ökologie von Ameisen promoviert.
In den Folgejahren unterrichtete er an der alternativkulturellen Institution Barricade in Lüttich. Ab 2010 schrieb er Beiträge für Medien. Unter anderem veranstaltete er Treffen nach der von der Umweltaktivistin Joanna Macy vorgestellten Methode „The Work that Reconnects“.
Seine Interessen gelten der ökologischen Transition, der Agrarökologie, der collapsologie und der kollektiven Resilienz.

## Collapsologie
Gemeinsam mit Raphaël Steven prägte er den Begriff der collapsologie. Diese wird definiert als „transdisziplinäres Studium des Zusammenbruchs unserer industriellen Zivilisation und dessen, was ihr folgen könnte“. Der Zusammenbruch wird dabei verstanden als Folge eines Ressourcenverbrauchs, an dessen Ende die Grundbedürfnisse (Wasser, Nahrung, Wohnung, Kleidung, Energie etc.) eines Großteils der Bevölkerung nicht mehr zu einem vernünftigen Preis gedeckt werden können.
Servigne hält einen solchen Zusammenbruch bis zum Jahr 2030 für wahrscheinlich, der durch eine Art Domino- oder Schneeball-Effekt eintreten werde, bedingt durch mehrere Effekte zugleich: den Klimawandel, das Ende der Ölressourcen (Peak Oil), den Verlust der Biodiversität sowie die Verletzlichkeit der Finanzsysteme und der Wirtschaft. Auch Ansätze einer Green Economy könnten einen abrupten Wandel des Alltags der Bevölkerung nicht mehr abwenden. Wichtig sei an diesem Punkt vor allem eine Kultur der gegenseitigen Unterstützung (entraide) und des Altruismus: Überleben würden vor allem diejenigen, die miteinander kooperieren. Servigne sieht Ähnlichkeiten zwischen dem Ansatz der collapsologie und einigen Ansätzen der Survival-Szene, zum Beispiel Permakultur-Projekten dieser Szene. Die collapsologie betone dabei allerdings weniger individuelle als vielmehr gemeinschaftliche Maßnahmen.
Servigne und sein Koautor Stevens stellen das Konzept des Kollapses in einen engen Zusammenhang zum Konzept der (gesellschaftlichen) Resilienz.

## Kritik
Von Kritikern werden die unter dem Begriff collapsologie diskutierten Betrachtungen als eine neue Ideologie interpretiert. Kritik rief auch das von dem ehemaligen Minister und Mitbegründer der französischen Grünen Yves Cochet verfasste Vorwort zu Comment tout peut s'effondrer hervor, in dem er zur Lösung des Problems dazu aufrief, weniger Kinder in die Welt zu setzen. Seine „reißerischen neo-malthusianischen Thesen“ stellen Servigne aus Sicht des Wissenschaftshistorikers Jean-Baptiste Fressoz in die Nähe reaktionärer Kräfte, die stets die Notwendigkeit des Kolonialismus mit drohendem Rohstoffmangel begründet hätten.
Der Autor Jérémie Cravatte kritisiert, Servigne und andere, die die collapsologie propagieren, würden mit dem Suffix -logie bewusst den Anschein einer Wissenschaft kultivieren, auf Kritik an ihren Grundannahmen im Widerspruch zu wissenschaftlichem Vorgehen aber nicht eingehen. Während sie richtigerweise auf Prozesse wie die Umweltveränderungen aufmerksam machten und Debatten darüber anregten, schlössen sie daraus fälschlicherweise auf einen bevorstehenden alles umfassenden Untergang. Richtig sei vielmehr, dass es immer wieder zu einzelnen Umwälzungen komme. Die Vertreter einer collapsologie würden dazu einladen, einen Trauerprozess zu durchlaufen und zu einer Akzeptanz des vorgeblich Unausweichlichen zu kommen, wobei nicht klar sei, ob sich das auf das Klima, die Biodiversität, auf öffentliche Dienstleistungen oder alles zusammen beziehe. Das Bestehende werde im Rahmen der collapsologie insgesamt als nicht mehr wichtig angesehen. Der Ansatz beinhalte zwar einzelne konstruktive Elemente – etwa die Idee von Ökosiedlungen –, die jedoch nicht in ein Gesamtbild eingefügt würden. Als positiv unterstreicht Cravatte den Ansatz, sich aus Abhängigkeiten zu lösen und eine auf (Rohstoff-)Raubbau (Extraktivismus) begründete Nationalökonomie zu überwinden.
Der Agrarökonom und Autor Daniel Tanuro kritisiert, das Buch Une autre fin du monde est possible romantisiere das Leben vormoderner Gemeinschaften und könne so allzu leicht – ohne dass Servigne dies beabsichtige – für reaktionäre Zwecke missbraucht werden. Als Beispiel führt er an, dass Servigne und andere sich unter anderem auf Mircea Eliade und Carl Gustav Jung beziehen würden, diese jedoch mit dem Faschismus sympathisiert hätten. Der Ansatz der collapsologie sei in vierfacher Hinsicht fehlerhaft: er sei verengt auf den Menschen und blende das bereits eingetretenen Artensterben aus; er sei verengt auf reiche Menschen im Okzident und blende das schon jetzt zu beobachtende Leid anderer Menschen aus; er vermische bereits eingetretene Krisen mit dem sich immer weiter verzögernden Zeitpunkt des Peak Oil, und er „entpolitisiere“ die ökologische Krise. Die politische Funktion des Diskurses um den Zusammenbruch sei ungewiss: So könne er Menschen für den Klimaschutz mobilisieren, andererseits aber auch die Atomenergie oder zum Beispiel das Geoengineering stärken. Tanuro hält das Risiko eines Zusammenbruchs zwar für real, kritisiert aber, dass der unter dem Begriff der collapsologie geführte Diskurs die im Kapitalismus begründete Ursache dieses Risikos verschleiere. Zudem werde der Anschein erweckt, dass ein erheblicher Bevölkerungsschwund unvermeidlich sei, was zur Resignation einlade. Treffender und radikaler sei es, einiges dessen, was heute für selbstverständlich gehalten werde, grundlegend in Frage zu stellen.

## Bücher
- Pablo Servigne: Nourrir l'Europe en temps de crise: Vers des systèmes alimentaires résilients, 2014, Nature et progrès, ISBN 978-29-303-8652-2. Mit Vorwort von Yves Cochet und Nachwort von Olivier De Schutter.
- Pablo Servigne, Raphaël Stevens: Comment tout peut s'effondrer: Petit manuel de collapsologie à l'usage des générations présentes, Seuil, April 2015, ISBN 978-20-212-2331-6.
  - englischsprachige Übersetzung durch Andrew Brown: How Everything Can Collapse: A Manual for Our Times, Polity, 2020, ISBN 978-15-095-4139-3.
  - deutschsprachige Übersetzung durch Lou Marin: Wie alles zusammenbrechen kann. Handbuch der Kollapsologie. Mandelbaum, Wien 2022, ISBN 978385476-920-0.
- Agnès Sinaï, Hugo Carton, Raphaël Stevens, Pablo Servigne: Petit traité de résilience locale, Charles Léopold Mayer, September 2015, ISBN 978-28-437-7186-6.
- Pablo Servigne, Gauthier Chapelle: L'entraide, l'autre loi de la jungle, 2017, Les Liens qui libèrent, ISBN 979-10-209-0440-9.
- Pablo Servigne  Nourrir l'europe en temps de crise, 2017, Actes Sud, ISBN 978-23-300-8657-2. Mit Vorwort von Perrine Hervé-Gruyer und von Yves Cochet und mit Nachwort von Olivier De Schutter.
- Pablo Servigne, Raphaël Stevens, Gauthier Chapelle: Une autre fin du monde est possible, 2018, Seuil, ISBN 978-20-213-3258-2. Mit Vorwort von Dominique Bourg und Nachwort von Cyril Dion